# Lijst van Franse beeldhouwers

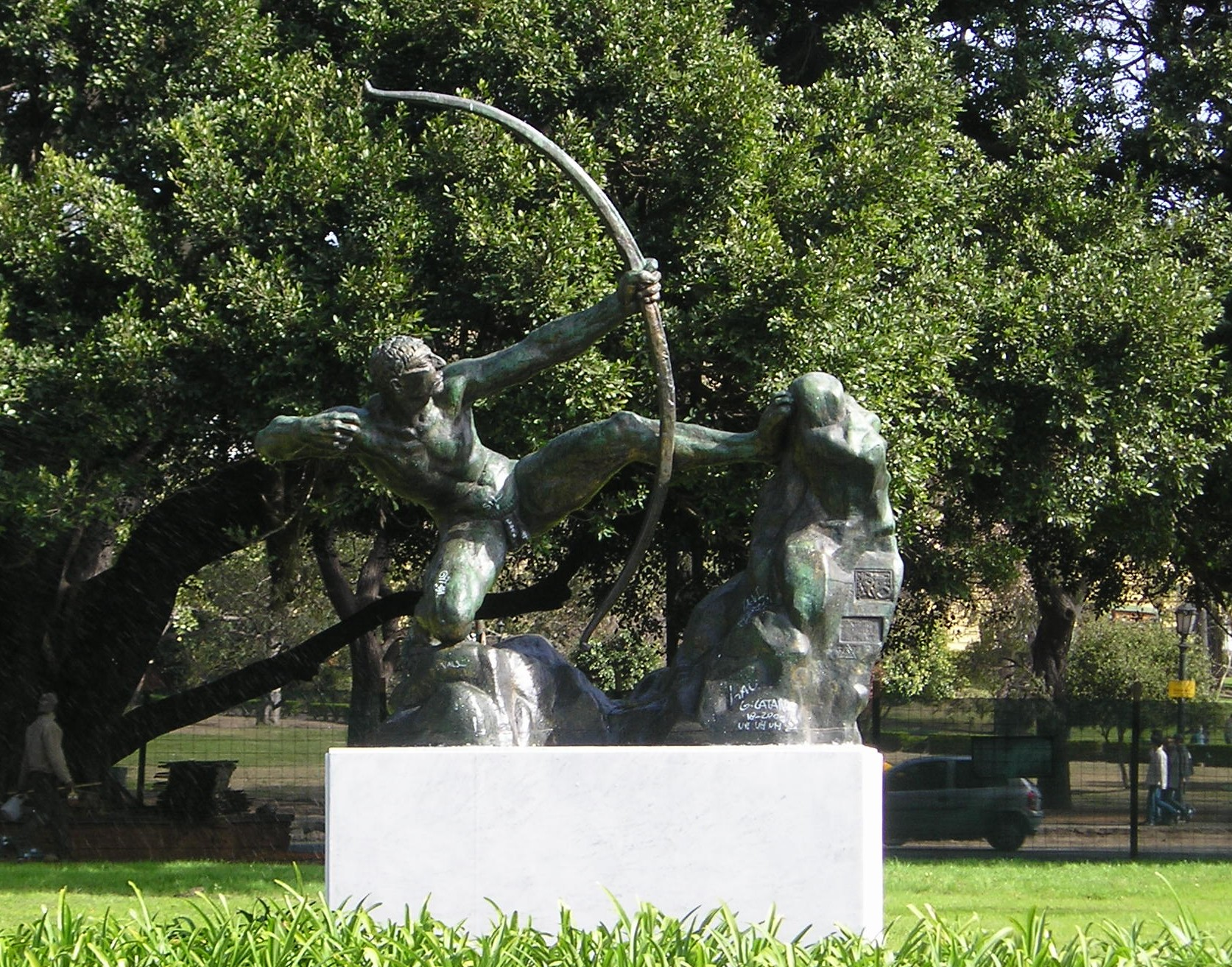
Émile-Antoine Bourdelle: Héraklès Archer (1909) in Buenos Aires, Argentinië

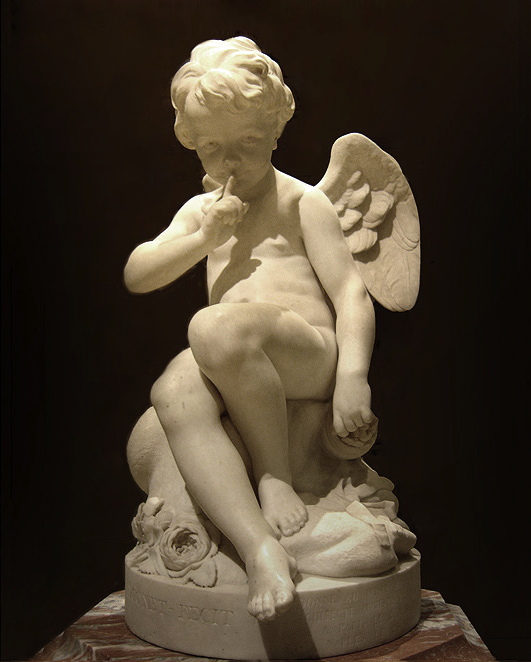
Étienne-Maurice Falconet: L'Amour menaçant (1757), Louvre

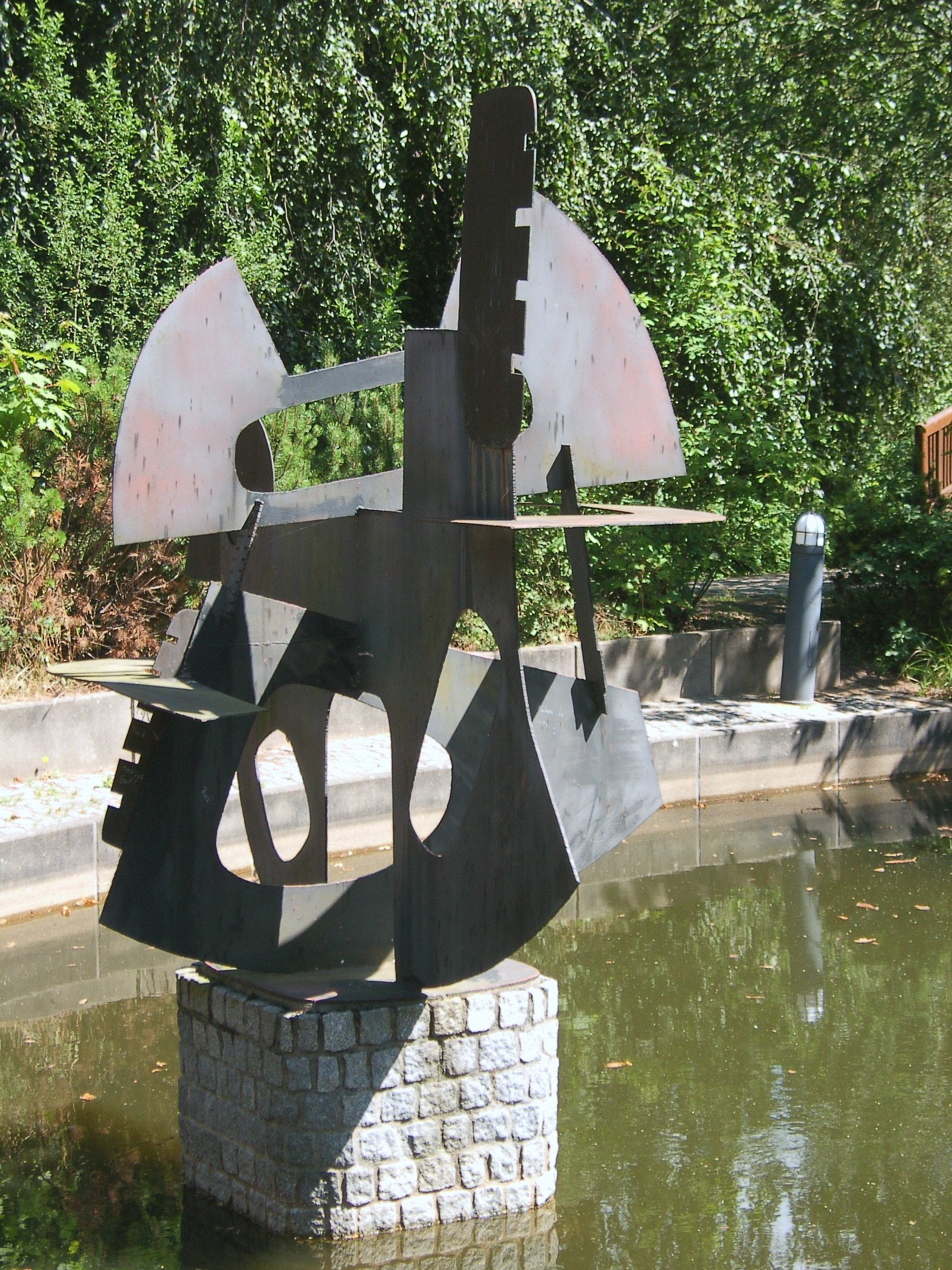
Berto Lardera: "Zwischen den Welten" (1959), Hamburg

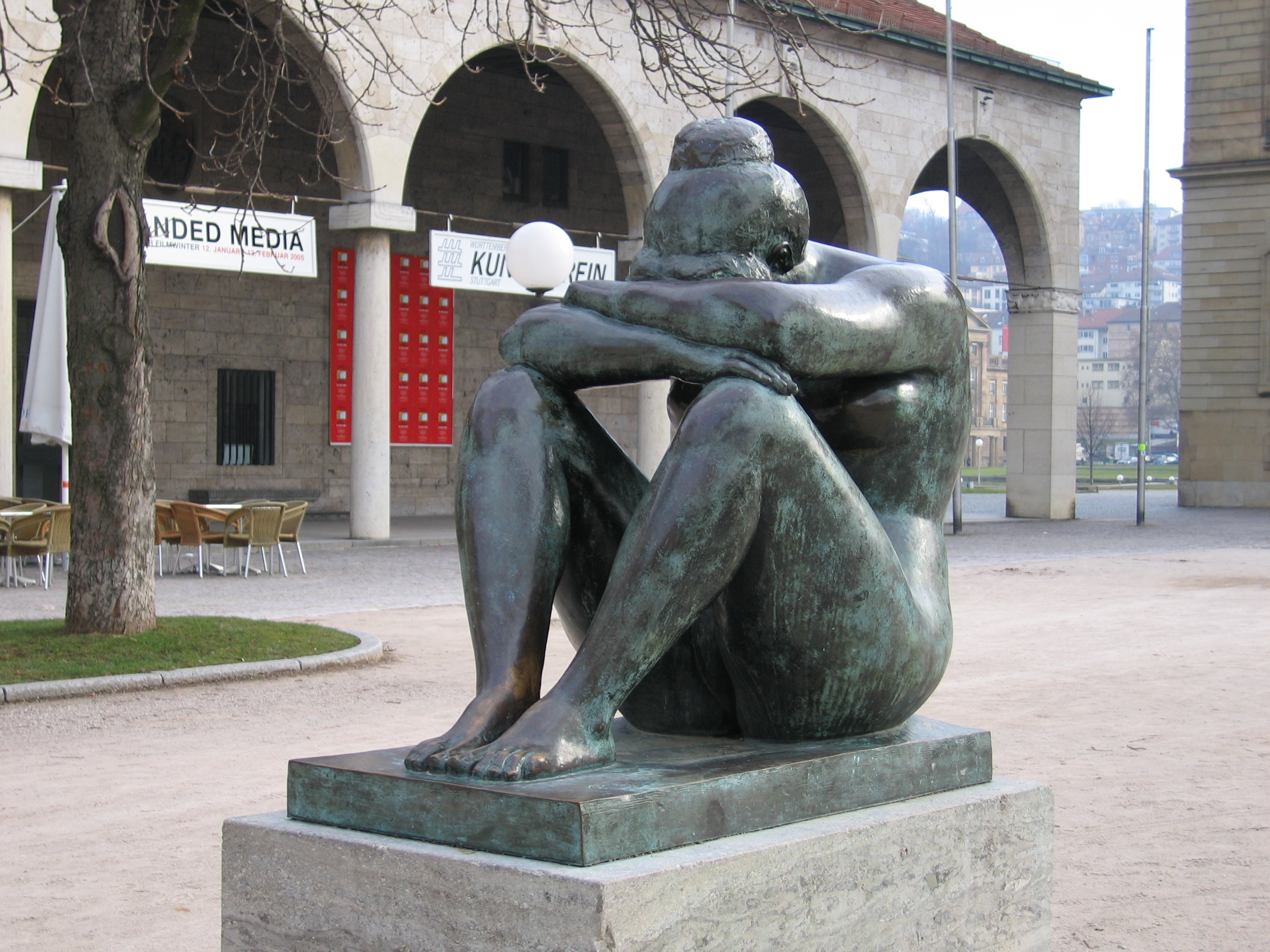
Aristide Maillol: La Nuit (1909), Stuttgart

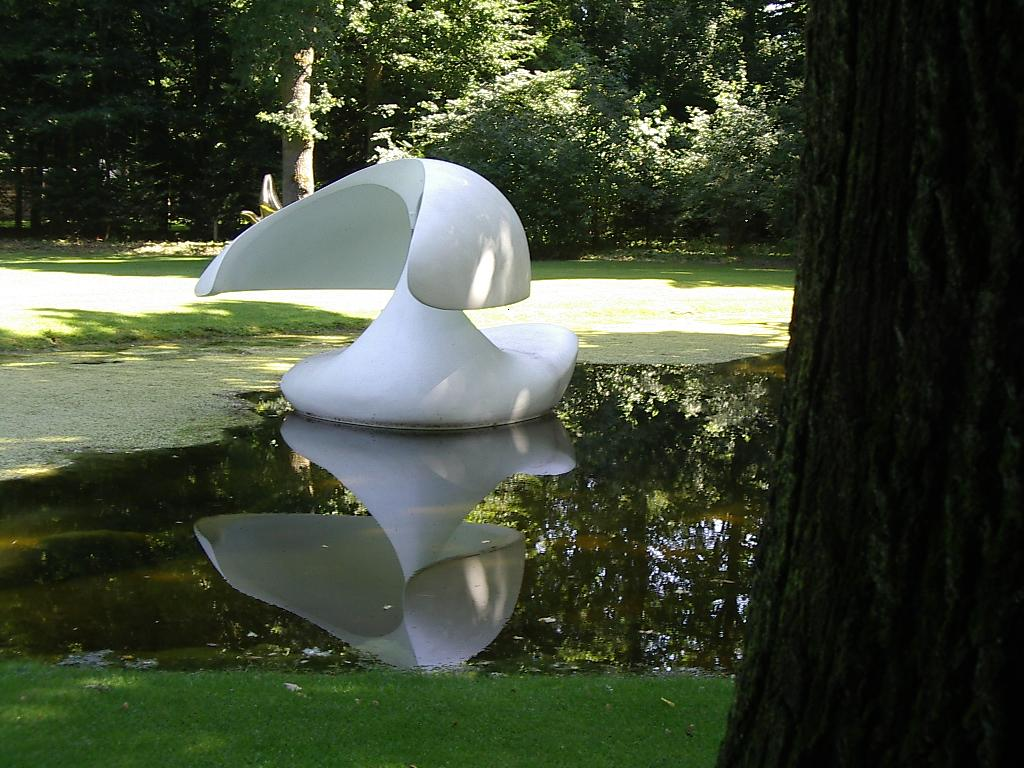
Marta Pan: Sculpture flottante (1960-1961), Kröller-Müller Museum

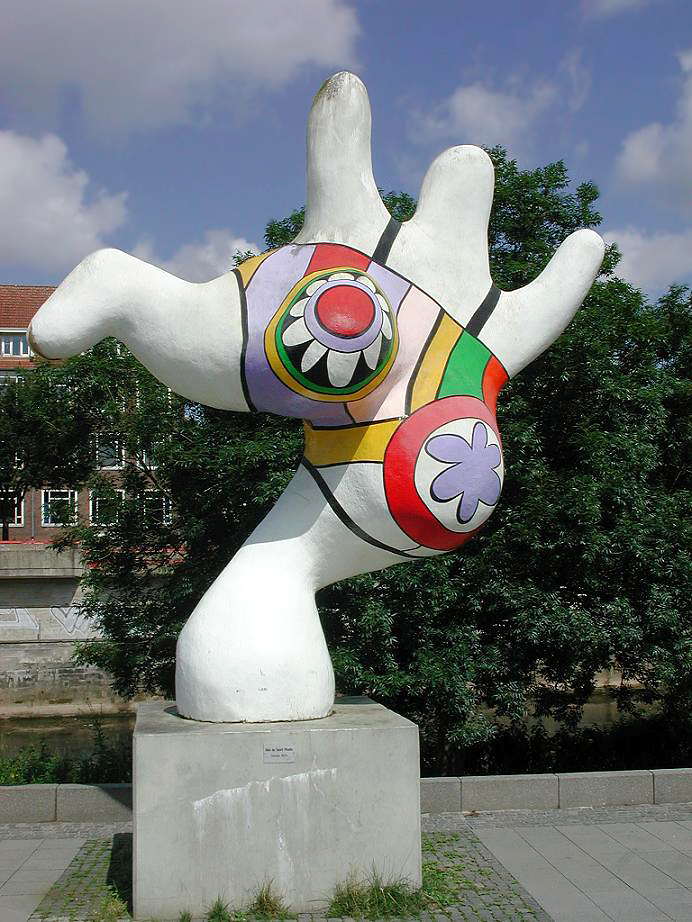
Niki de Saint Phalle: Nana, Skulpturenmeile Hannover

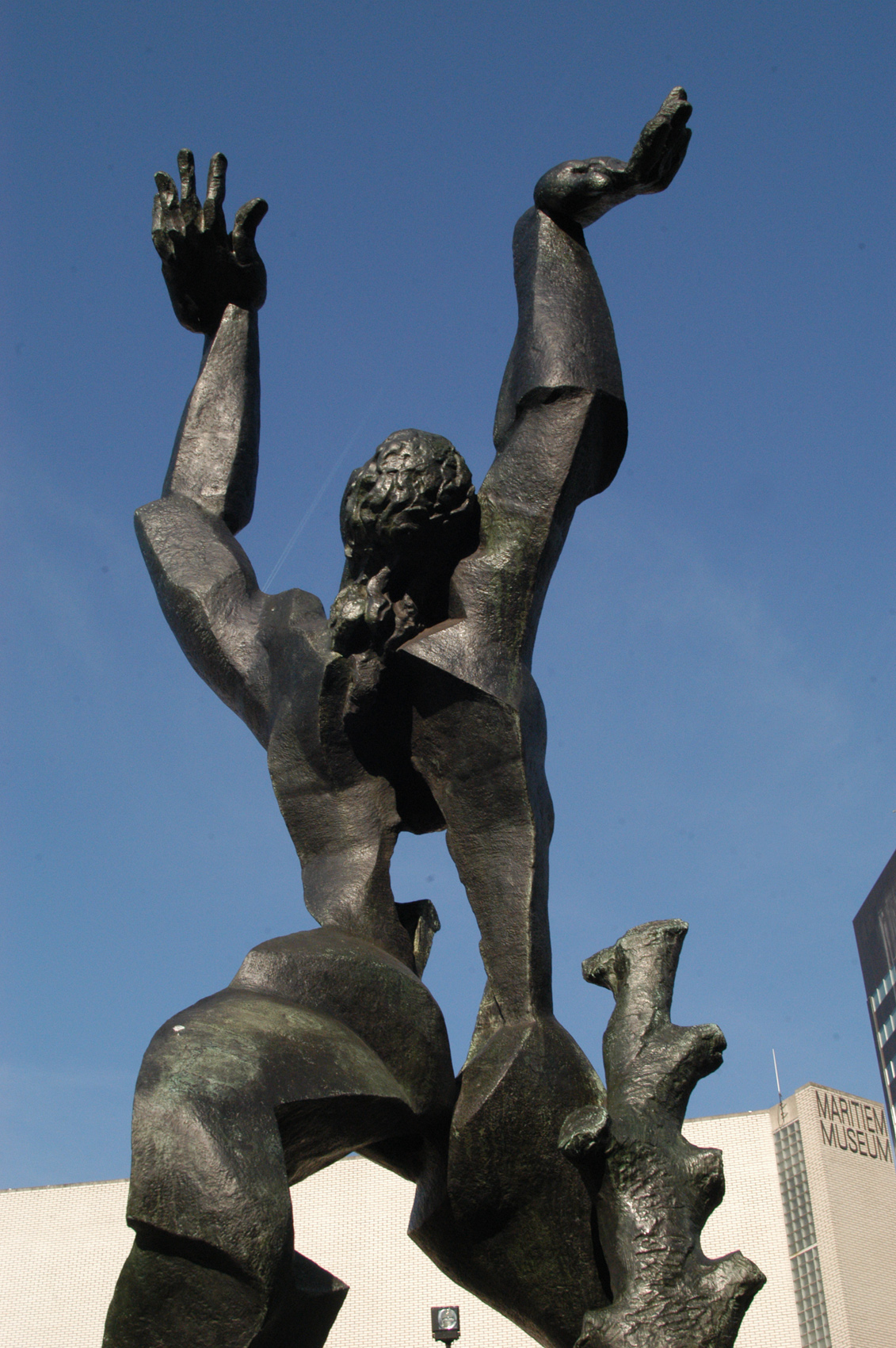
Ossip Zadkine: De Verwoeste Stad (1953), Rotterdam

Dit is een lijst van Franse beoefenaars van de beeldhouwkunst met een artikel op Wikipedia, gerangschikt op alfabet.

## A
- Achiam 1916-2005
- Jean Amado 1922-1995
- Jean Arp 1886-1966
- Jean-Paul Aubé 1837-1916

## B
- Frédéric Auguste Bartholdi 1834-1904
- Antoine-Louis Barye 1796-1875
- Joseph Bernard 1866-1931
- François Joseph Bosio 1768-1845
- Alfred Boucher 1850-1934
- Émile-Antoine Bourdelle 1861-1929
- Louise Bourgeois 1911-2010

## C
- Jean-Baptiste Carpeaux 1827-1875
- César 1921-1998
- Jean Clareboudt 1944-1997
- Camille Claudel 1864-1943
- Jean-Jacques Clérion 1639-1714
- Marie-Anne Collot 1748-1821
- Jean-Pierre Cortot 1787-1843
- Antoine Coysevox 1640-1720

## D
- Honoré Daumier 1808-1879
- Edgar Degas 1834-1917
- Charles Despiau 1874-1946
- Eugène Dodeigne 1923
- Raymond Duchamp-Villon 1876-1918

## F
- Étienne-Maurice Falconet 1716-1791
- Jean Fernand (1948-)
- René Frémin (1672-1744)
- Roger de La Fresnaye 1885-1925

## G
- Georges Gimel 1898-1962
- François Girardon (1628-1715)
- Cyprien Godebski 1835-1909

## H
- Liliane Heidelberger (1935-2019)
- Huang Yong Ping 1954

## I
- René Iché 1897-1954
- Jean-Robert Ipoustéguy (1920-2006)

## L
- Antoinette Labisse 1908-1992
- Berto Lardera 1911-1989
- Henri Laurens 1885-1954
- Jean-Paul Laurens 1838-1921
- Bertrand Lavier 1949
- Jean-Baptiste Lemoyne 1704-1778
- Jean-Louis Lemoyne 1665-1755
- Pierre Lepautre 1659-1744
- Henri Louis Levasseur 1853-1934
- Jacques Lipchitz 1891-1973

## M
- Aristide Maillol 1861-1944
- Henri Matisse 1869-1945
- Antonin Mercié 1845-1916
- François Morellet 1926
- Auguste Moreau (1834-1917)
- Edmond Moreau-Sauve (1881-1914)
- Familie Moreau (beeldhouwers)
- François Moreau (1858-1930)
- François Clément Moreau (1831-1965)
- Hippolyte Moreau (1832-1927)
- Jean Baptiste Louis Joseph Moreau (1798-1855)
- Louis Moreau (1855-1919)

## O
- Christian d'Orgeix 1927

## N
- Émile de Nieuwerkerke 1811-1892

## P
- Augustin Pajou 1730-1809
- Marta Pan 1923-2008
- Antoine Pevsner 1884-1962
- Émile Picault 1833-1915
- Anne en Patrick Poirier 1942 resp. 1942
- Antoine Poncet 1928-2022
- Pierre Paul Puget 1620-1694

## R
- Pierre Rambaud 1852-1893
- Germaine Richier 1904-1959
- Auguste Rodin 1840-1917
- Marie-Louise Roulleaux Dugage 1812-1877
- Yehiel Rabinowitz 1939

## S
- Niki de Saint Phalle (1930-2002)
- Cornelia Scheffer (1830-1899)
- Nicolas Schöffer (1912-1992)
- Shen Yuan (1959)
- Shlomo Selinger (1928)

## V
- Bernar Venet 1941

## Z
- Ossip Zadkine 1890-1967